# Bill Adcocks
Bill Adcocks (eigentlich William Arthur Adcocks; * 11. November 1941 in Coventry) ist ein ehemaliger britischer Marathonläufer.
1964 wurde er Zweiter der Offenen Walisischen Meisterschaft und 1965 englischer Meister und Zweiter beim Košice-Marathon. 1966 wurde er Vierter beim Polytechnic Marathon und gewann für England startend die Silbermedaille bei den British Empire and Commonwealth Games in Kingston.
1968 lief er mit 2:12:17 h beim Karl-Marx-Stadt-Marathon und 2:10:48 h beim Fukuoka-Marathon die zwei schnellsten Zeiten des Jahres (letztere Zeit war gleichzeitig sein persönlicher Rekord). Bei der englischen Meisterschaft wurde er Zweiter, bei den Olympischen Spielen in Mexiko-Stadt Fünfter.
Im Jahr darauf lief er beim Athener Frühlingsmarathon mit 2:11:08 erneut Weltjahresbestzeit. Auf der klassischen Strecke von Marathon bis Athen wurde diese Zeit seitdem nur von Stefano Baldini bei seinem Olympiasieg 2004 unterboten.
1970 siegte er beim Biwa-See-Marathon und wurde jeweils Sechster bei den British Commonwealth Games in Edinburgh und in Fukuoka.
Bill Adcocks startete für die Coventry Godiva Harriers.